# Skovl
En Skovl er et redskab beregnet til at flytte f.eks. jord eller sand med.

## Typer
Der findes en del forskellige typer af skovle, der bruges i forskellige sammenhænge.

### Håndskovl
En håndskovl er nok den mest kendte form for skovl, der bruges til fx havearbejde eller af entreprenører. En håndskovl kan tit forveksles med en spade, men der er få forskelle. Bladet på skovlen har en mindre vinkel til skaftet, har rigtig tit kanter på siderne (der gør det nemmere at flytte fx jord) og kan derudover have en større flade. Skovlen kan godt, som spaden, bruges til at grave med, men bliver jorden bare lidt hård, kan det godt være ret svært pga. den mindre vinkel. Skovlen er derimod meget mere ideel til at flytte mange ting med netop pga. vinklen.

### Graveskovl
Skovlen findes også i forbindelse med maskiner, hvor den ofte sidder for enden af den arm der vha. hydrauliske led gør det nemt at grave større huller. Skovlen kan på mange maskiner godt skiftes ud med en gaffel, men kan også være et fast redskab på en gravemaskine.

### Vandskovl
På en vandmølle er skovlene det, der får møllen til at dreje rundt, når de bliver fyldt med vand og presser møllen rundt.

## Andre betydninger
En skovl er et mere eller mindre almindeligt skældsord for en person, der opfører sig uintelligent.